# Iași Open

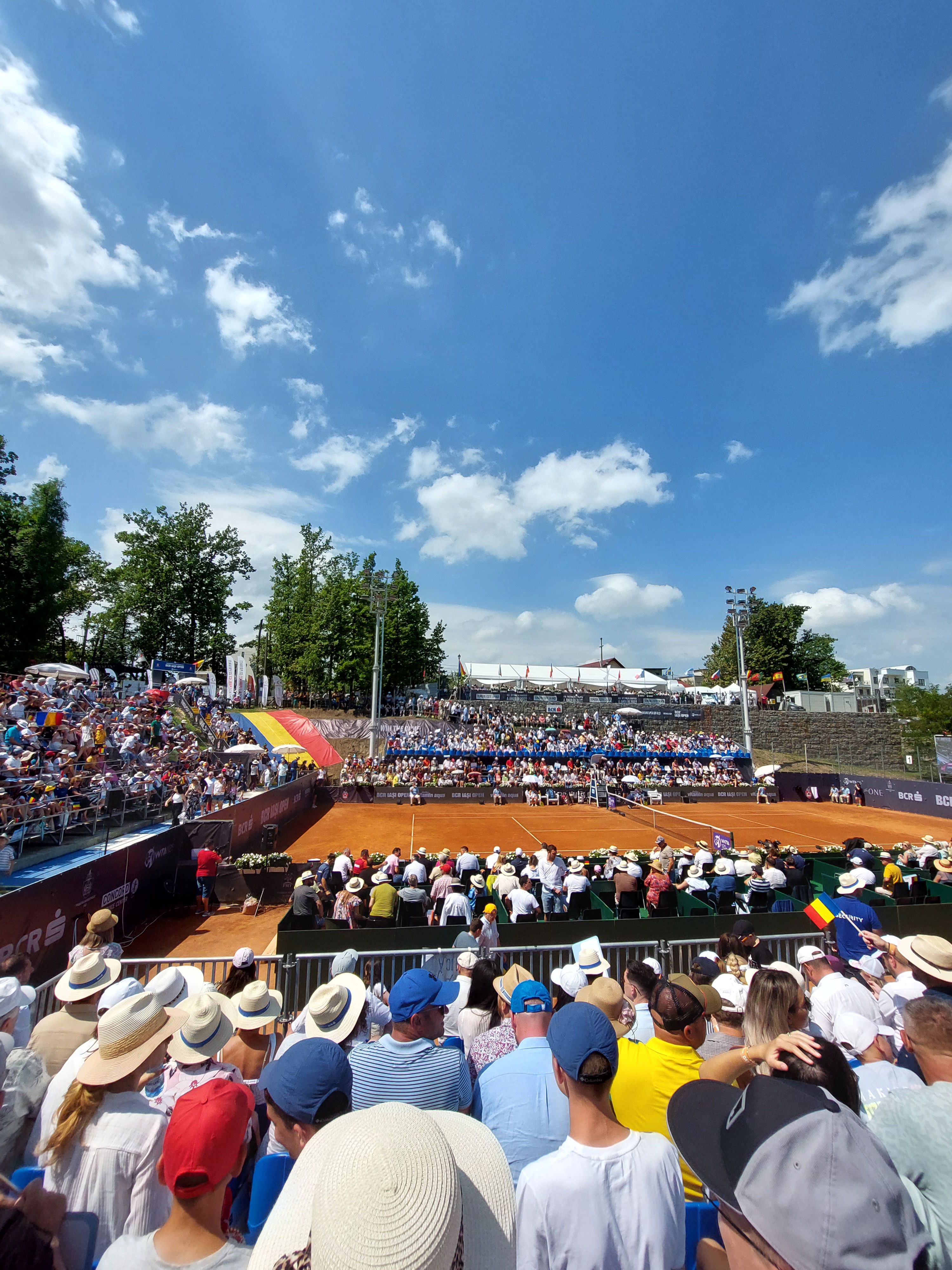
Centrální dvorec během finále, 2022

Iași Open, oficiálně Concord Iași Open (muži) a UniCredit Iași Open (ženy), je profesionální tenisový turnaj mužů a žen hraný v rumunských Jasech. Mužská událost vznikla v roce 2020 na okruhu ATP Challenger Tour. Ženy navázaly od sezóny 2022 nejdříve v sérii WTA 125, než byla v roce 2024 jejich část povýšena do kategorie WTA 250 okruhu WTA Tour. Turnaj patří do letní antukové sezóny a probíhá v areálu Baza sportiva Ciric, ve sportovní základně Ciric.
Ženský turnaj Iași Open byl v roce 2024 povýšen ze série WTA 125 do okruhu WTA Tour, když získal jednoletou licenci od Hamburg Open. Němečtí organizátoři nebyli schopni v olympijském roku zajistit pořádání mužské i ženské události na nejvyšších okruzích WTA a ATP Tour. V sezóně 2025 pak na jaské pořadatele přešla licence od budapešťského Hungarian Grand Prix. V dané sezóně se na okruhu WTA stal druhou rumunskou událostí, po halovém Transylvania Open v Kluži. Držitelem licence mužského Iași Open byl od jeho založení k roku 2025 stále Andrei Oriță.
Do dvouher nastupuje třicet dva singlistů a čtyřher se účastní šestnáct párů.

## Vývoj názvu turnaje
| - od 2020: Concord Iași Open | - 2022–2023: BCR Iași Open - od 2024: Unicredit Iași Open |

## Přehled finále

### Mužská dvouhra
| Rok  | vítěz                 | finalista               | výsledek           |
| ---- | --------------------- | ----------------------- | ------------------ |
| 2020 | Carlos Taberner       | Mathias Bourgue         | 6–4, 7–6(7–4)      |
| 2021 | Zdeněk Kolář          | Hugo Gaston             | 7–5, 4–6, 6–4      |
| 2022 | Felipe Meligeni Alves | Pablo Andújar           | 6–3, 4–6, 6–2      |
| 2023 | Hugo Gaston           | Bernabé Zapata Miralles | 3–6, 6–0, 6–4      |
| 2024 | Hugo Dellien          | Javier Barranco Cosano  | 6–1, 6–1           |
| 2025 | Elmer Møller          | Titouan Droguet         | 3–6, 6–1, 7–6(7–2) |

### Ženská dvouhra
| Rok  | vítězka               | finalistka            | výsledek           |
| ---- | --------------------- | --------------------- | ------------------ |
| 2022 | Ana Bogdanová         | Panna Udvardyová      | 6–2, 3–6, 6–1      |
| 2023 | Ana Bogdanová (2)     | Irina-Camelia Beguová | 6–2, 6–3           |
| 2024 | Mirra Andrejevová     | Elina Avanesjanová    | 5–7, 7–5, 4–0skreč |
| 2025 | Irina-Camelia Beguová | Jil Teichmannová      | 6−0, 7−5           |

### Mužská čtyřhra
| Rok  | vítězové                          | finalisté                             | výsledek         |
| ---- | --------------------------------- | ------------------------------------- | ---------------- |
| 2020 | Rafael Matos João Menezes         | Treat Conrad Huey Nathaniel Lammons   | 6–2, 6–2         |
| 2021 | Orlando Luz Felipe Meligeni Alves | Hernán Casanova Roberto Ortega Olmedo | 6–3, 6–4         |
| 2022 | Geoffrey Blancaneaux Renzo Olivo  | Diego Hidalgo Cristian Rodríguez      | 6–4, 2–6, [10–6] |
| 2023 | Nicolás Barrientos Ajsám Kúreší   | Gabi Adrian Boitan Bogdan Pavel       | 6–3, 6–3         |
| 2024 | Cezar Crețu Bogdan Pavel          | Karol Drzewiecki Piotr Matuszewski    | 2–6, 6–2, [10–4] |
| 2025 | Szymon Kielan Filip Pieczonka     | Cleeve Harper Ryan Seggerman          | 7–5, 6–3         |

### Ženská čtyřhra
| Rok  | vítězky                                  | finalistky                               | výsledek         |
| ---- | ---------------------------------------- | ---------------------------------------- | ---------------- |
| 2022 | Darja Astachovová Andreea Roșcaová       | Réka Luca Janiová Panna Udvardyová       | 7–5, 5–7, [10–7] |
| 2023 | Veronika Erjavecová Dalila Jakupovićová  | Irina Baraová Monica Niculescuová        | 6–4, 6–4         |
| 2024 | Anna Danilinová Irina Chromačovová       | Alexandra Panovová Jana Sizikovová       | 6–4, 6–2         |
| 2025 | Veronika Erjavecová (2) Panna Udvardyová | María Lourdes Carléová Simona Waltertová | 7–5, 6–3         |